# Веселове (Борисовський район)
Веселове (біл. вёска Весялова) — село в складі Борисовського району Мінської області, Білорусь. Село є адміністративним центром Веселівської сільської ради, розташоване в північно-східній частині області.